# 柯尼希斯布龙
柯尼希斯布龙是德国巴登-符腾堡州的一个市镇。总面积45.46平方公里，总人口7054人，其中男性3492人，女性3562人（2011年12月31日），人口密度155人/平方公里。